# مجلة الفن النسوي
مجلة الفن النسوي The Feminist Art Journal هي مجلة فنية نسوية مطبوعة تم إنتاجها من عام 1972 إلى عام 1977. تعتبر المجلة أول مجلة من نوعها مستقرة ومقروءة على نطاق واسع.

## تاريخ المجلة
بدأ نشر مجلة الفن النسوية في عام 1972 على يد العديد من النساء المشاركات في حركة الفن النسوية في نيويورك، بما في ذلك سيندي نمسير وبات ميناردي ووايرين موس. قام المحررين الثلاثة بتأسيس المجلة بثلاثة أهداف محددة: 1) أن تكون صوت الفنانات في عالم الفن. 2) تحسين وضع جميع الفنانات. 3) فضح الاستغلال الجنسي والتمييز.
نشرت مجلة مجلة الفن النسوي The Feminist Art Journal على مدار خمس سنوات مقالات عن ومقابلات مع فتيات مختارات، وقطاعات إبداعية للكتابة، ومقالات فنية تاريخية، مع الحفاظ على تنوع محتوياتها باستمرار. عمل فنانين متميزين في جميع الأوساط، وتم نشر أكثر من عشرين نبذة تاريخية عن الشخصيات النسائية في الفن.
شملت أسماء المساهمين في المجلة فيث برومبرغ.

## روابط خارجية
- " نسخة محفوظة 28 فبراير 2017 على موقع واي باك مشين. About.com Women's History. N.p., n.d. Web. 11 June 2014.